# Centro de Investigación Científica y de Educación Superior de Ensenada

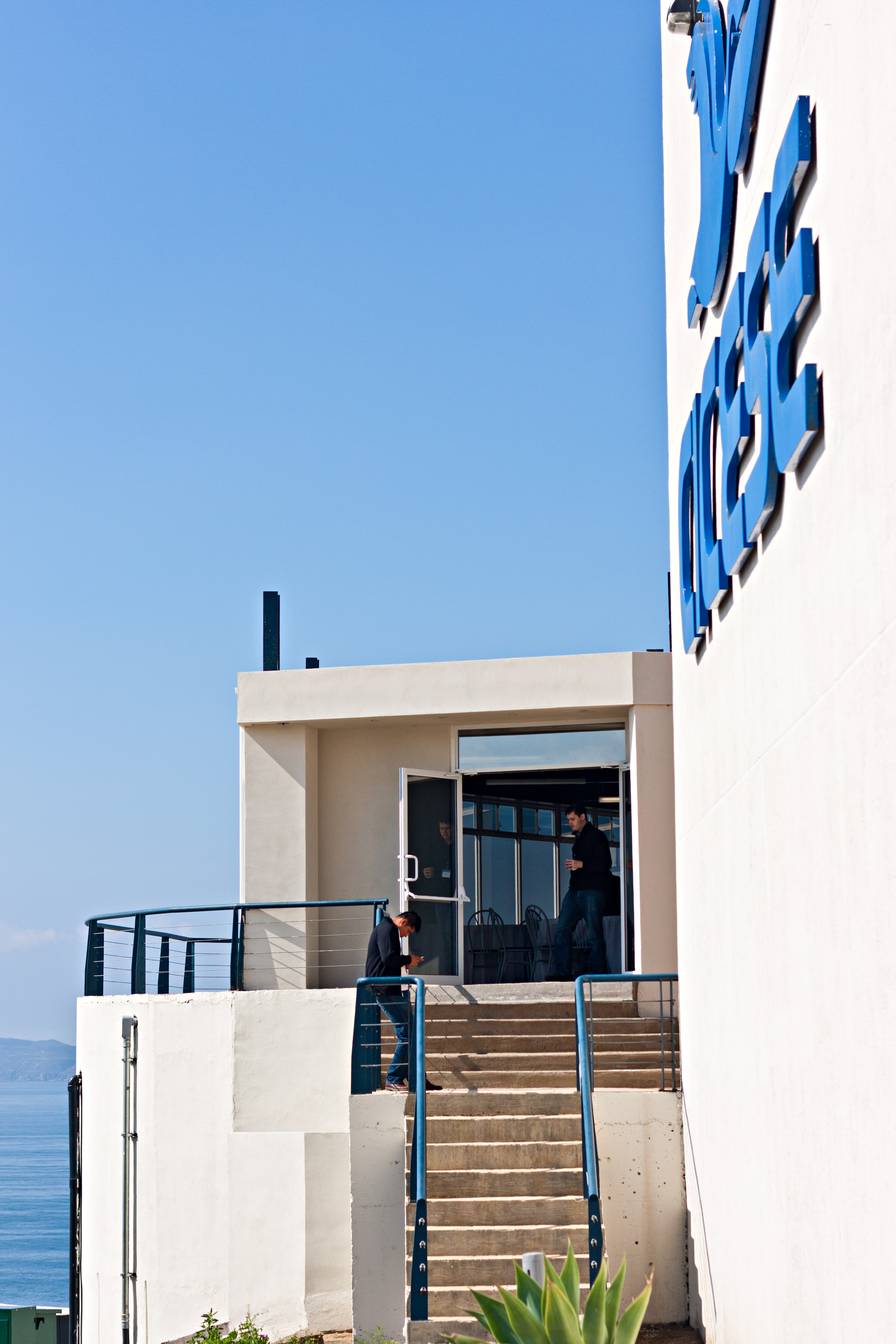
Der Campus des CISESE

Das Centro de Investigación Científica y de Educación Superior de Ensenada (CICESE, "Zentrum für Wissenschaftliche Forschung und Höherer Bildung von Ensenada") ist eine mexikanische Universität in Ensenada, Baja California. 

## Geschichte
Die Gründung im Jahr 1973 erfolgte vor allem auf Veranlassung durch die UNAM aus Mexiko-Stadt, die bis dahin rund 80 % aller mexikanischen Studenten ausbildete und daher ein starkes Interesse an der Dezentralisierung des Bildungswesens in Mexiko hatte.
Das CICESE entwickelte in Zusammenarbeit mit dem Instituto Politécnico Nacional und der UNAM im Jahre 2002 den ersten rein mexikanischen Satelliten SATEX I.